# Ą
Ą, ą — літера розширеної латинської абетки, що використовується в польській, кашубській, литовській, крикській мовах, навахо, ельвдальському діалекті шведської та кількох інших. Складається з літери a та огонека (хвостика), зазвичай позначає носовий звук /a/.

## Польська
У польській та кашубській мовах ą за абеткою йде після a, але ніколи не стоїть на початку слова. Початково ą був носовим /a/, але у нові часи вимова змістилася до носового /o/. Найчастіше вимовляється як /ɔw̃/, /ɔn/, /ɔm/.
На відміну від французької, носові голосні в польській є асинхронними, тобто вимовляються ротова голосна + носова напівголосна [ɔw̃], або носова голосна + носова напівголосна, як португальський дифтонг ão. Для спрощення в МФА це іноді позначають як /ɔ̃/.
Наприклад,
- obowiązek (обов'язок), вимовляється як [ɔbɔˈvjɔw̃zɛk]
- robią (роблять), вимовляється як [ˈrɔbjɔw̃]
- wciąż (ще), вимовляється як [ˈftɕɔw̃ʂ]

Перед усіма проривними приголосними та африкатами вимовляється як ротова голосна + носова приголосна, причому перед більшістю приголосних іде /ɔn/, а перед p та b — /ɔm/. Наприклад,
- kąpać (купати) вимовляється як ˈkɔmpatɕ
- pająk (павук) вимовляється як [ˈpajɔŋk]
- bądź (будь) вимовляється як [ˈbɔɲtɕ]
- oglądając (оглядаючи) вимовляється як [ɔɡlɔnˈdajɔnts]

Буква ą рідко втрачає якості носової голосної, може лише перед Ł, наприклад, zajął ˈzajɔw.
В деяких регіональних діалектах ą в кінцевій позиції також вимовляється як /ɔm/, тобто robią може мати вимову [ˈrɔbjɔm].

### Історія
Польська ą походить від довгого носового /a/ середньовічної польської, що перейшов у короткий носовий /o/ в сучасній. Ця середньовічна голосна разом із аналогічною короткою, в свою чергу, були похідними від об'єднаних голосних *ę та *ǫ у пізній праслов'янській мові.
| Рання праслов'янська   | *em/*en та *am/*an                                                                        |
| Пізня праслов'янська   | /ẽ/ та /õ/, транскрибується як ‹ę› та ‹ǫ›                                                 |
| Середньовічна польська | коротка та довга /ã/, на письмі іноді ‹ø›                                                 |
| Сучасна польська       | коротка /ã/ → /ɛw̃/, /ɛn/, /ɛm/, на письмі ‹ę› довга /ã/ → /ɔw̃/, /ɔn/, /ɔm/, на письмі ‹ą› |

### Чергування
ą часто чергується з ę, наприклад:
- зуб: ząb → zęby (зуби), змія: wąż → węże (змії)
- чоловік: mąż → z mężem (з чоловіком)
- тягар: ciężar  → ciążyć (бути тягарем), місяць: miesiąc → miesięczny (місячний), суддя: sędzia → sądzić (судити)
- ряд: rząd → z rzędu (з ряду)

Але в словах, що походять від rząd (уряд), голосна незмінна. Тому уряд: rząd → rozporządzenie rządu (розпорядження уряду)

### Аудіоприклади
- wążⓘ (змія)
- mążⓘ (чоловік)

## Литовська
У литовській мові літера ą є другою за алфавітом (в словниках вважається варіантом літери a) і читається як довга голосна ([a:]) у всіх позиціях (наголошених і ненаголошених): žąsis ([ʐaː`sʲɪs], гусак), rąstas ([`ra:stas], колода). Під наголосом може нести на собі зростаючу (tvirtagalė) або спадну (tvirtapradė) інтонацію. Після м'якого приголосного просувається вперед і вимовляється як ę (пор. аналогічну ситуацію з а ~ e): dirbsiąs ([dʲɪrʲpʲ`sʲæːs]; той, що буде працювати).
Історично буква ą походить від носового звуку, подібному до польського, який, в свою чергу, розвинувся з поєднань an/am перед фрикативними приголосними. Якщо при словозміні буква ą виявляється знову перед вибуховим приголосним, то носовий приголосний відновлюється:kąsti (кусати) → kanda (кусає).
Чергування an/am ~ ą спостерігається і в префіксах перед різними типами початкової приголосної кореня: są-rašas (список) ~ san-grąža (здача, повернення).